# Atriplex hypoleuca
Atriplex hypoleuca là loài thực vật có hoa thuộc họ Dền. Loài này được Nees mô tả khoa học đầu tiên năm 1845.